# Ciudad Deportiva Los Céspedes
La Ciudad Deportiva Los Céspedes, es el predio donde se encuentran los campos de entrenamiento y la concentración de los planteles de Nacional.
A una distancia de doce kilómetros del centro de Montevideo, el complejo deportivo fue denominado así en recuerdo y homenaje a la familia Céspedes, símbolos del club en sus primeros años de vida. Fue adquirido en 1968 bajo la presidencia de Don Miguel Restuccia y actualmente es un complejo deportivo de veintidós hectáreas que posee ocho canchas de fútbol donde entrenan los planteles del club, gimnasio con sala de musculación, comedor, cocina, chalet para el cuerpo técnico, dormitorios, baños y salas para jugadores de Primera y Tercera División, Sanidad, depósito, garaje, lavandería, etcétera.
El 14 de mayo de 2015 se inauguró en los Céspedes la primera cancha de césped sintético FIFA propia de un club en el Uruguay. La nueva cancha apunta principalmente a las divisiones formativas, se trata de un terreno de juego con medidas oficiales de calidad FIFA 2 estrellas (la máxima que otorga el ente rector del fútbol mundial para este tipo de obra).
El complejo hoy en día posee ocho campos de juego, uno de ellos con tribunas y vestuarios para los partidos de divisiones juveniles, con caminería interna, riego propio, cercado perimetral, entre otros. 
Como parte del Plan Maestro de Obras que se lleva a cabo desde el 2013, recientemente se inauguró una piscina y un gimnasio de 550 mts2 con aparatos de última generación, el cual cuenta con un sector funcional y otro de rehabilitación. Este Gimnasio Mayor será utilizado no solo por el plantel principal sino también por las juveniles y el fútbol femenino.
Las obras continuarán en el futuro para seguir transformando Los Céspedes en una ciudad deportiva. Lo próximo a realizar para culminar la etapa 1 es un nuevo vestuario y sanidad de primer nivel.